# Cahuzac (Tarn)
Cahuzac – miejscowość i gmina we Francji, w regionie Oksytania, w departamencie Tarn.
Według danych na rok 1990 gminę zamieszkiwało 160 osób, a gęstość zaludnienia wynosiła 28 osób/km² (wśród 3020 gmin regionu Midi-Pireneje Cahuzac plasuje się na 903. miejscu pod względem liczby ludności, natomiast pod względem powierzchni na miejscu 1432.).

## Miejsc i zabytków

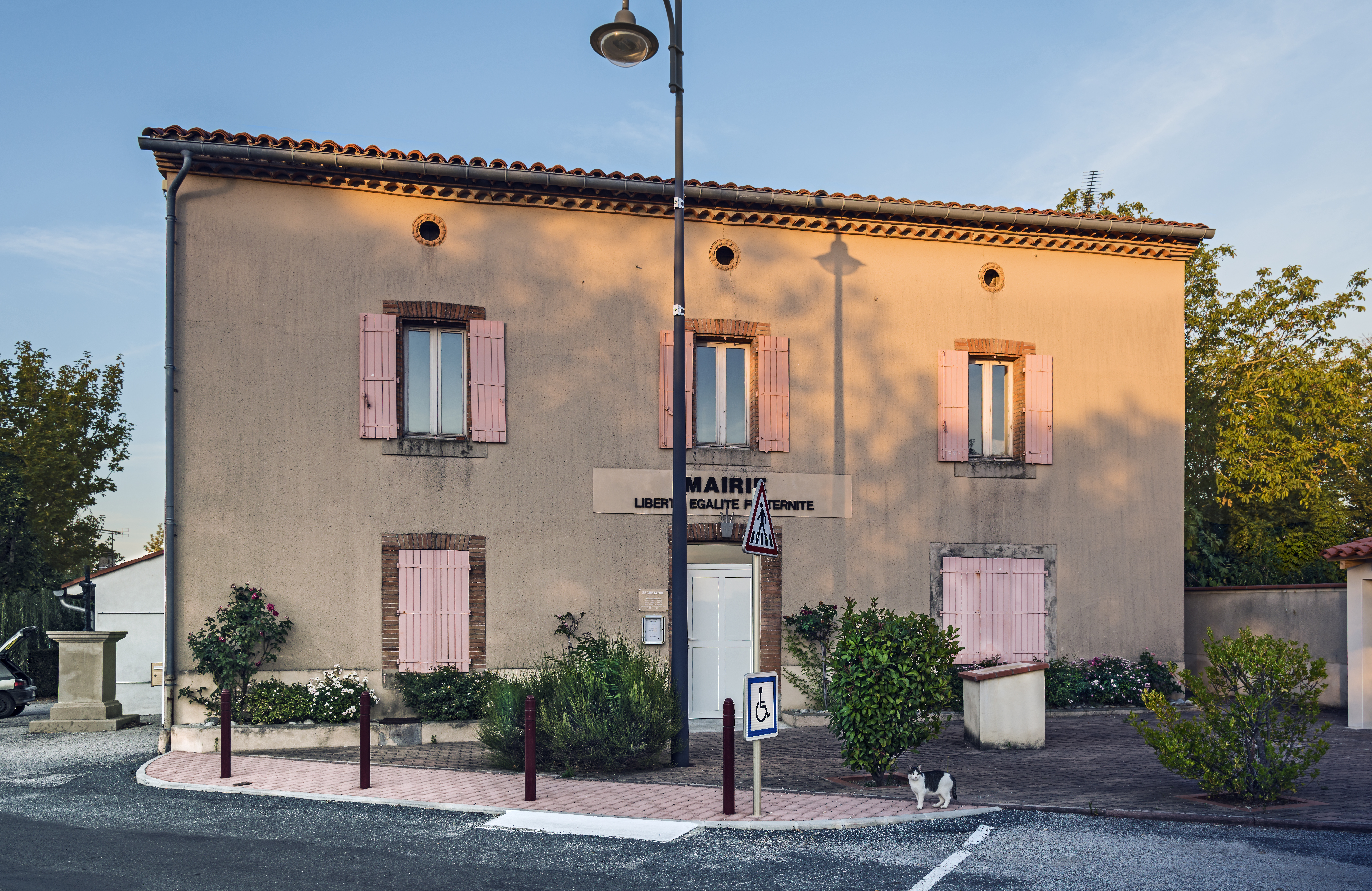
Ratusz.
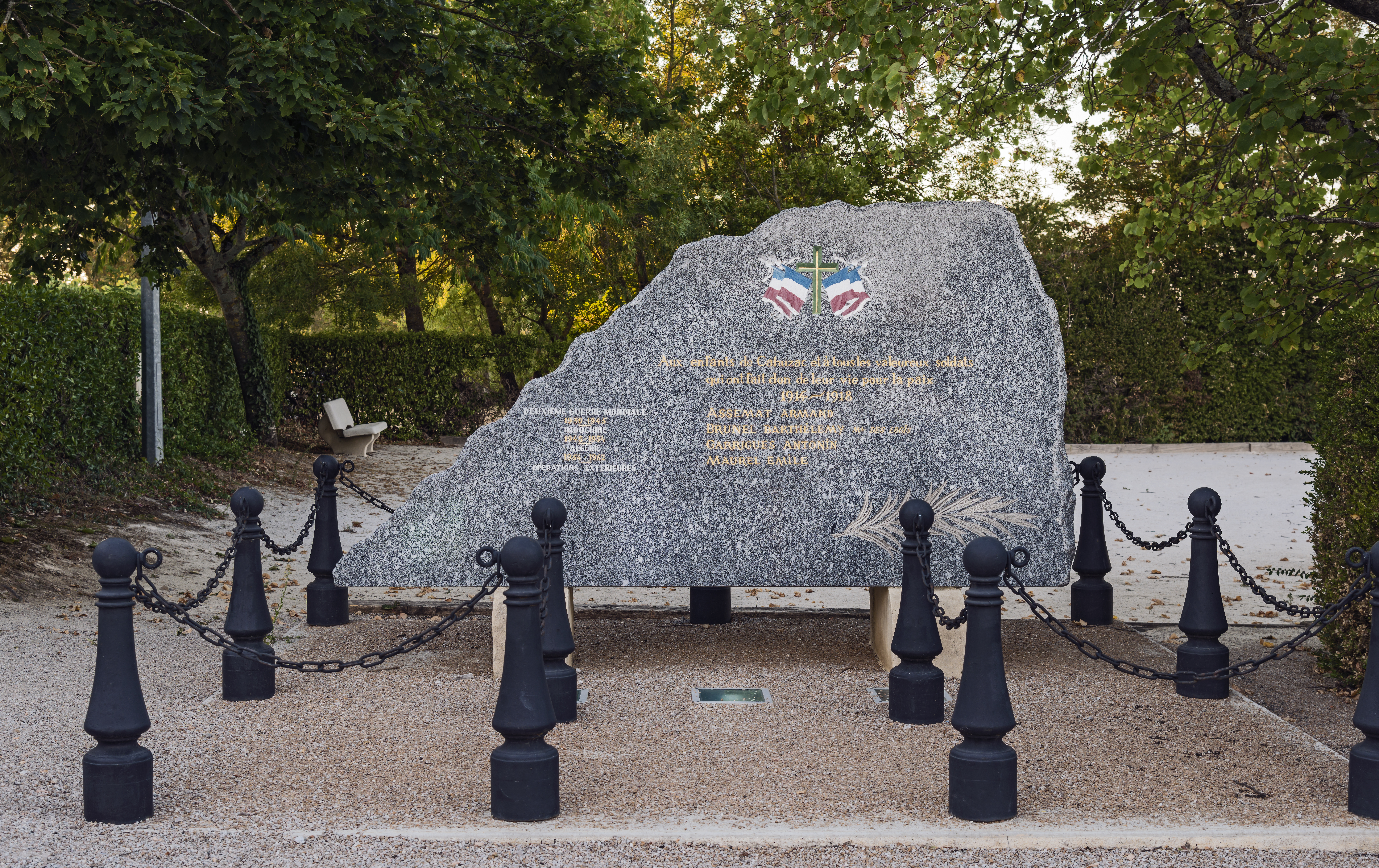
Pomnik wojenny.
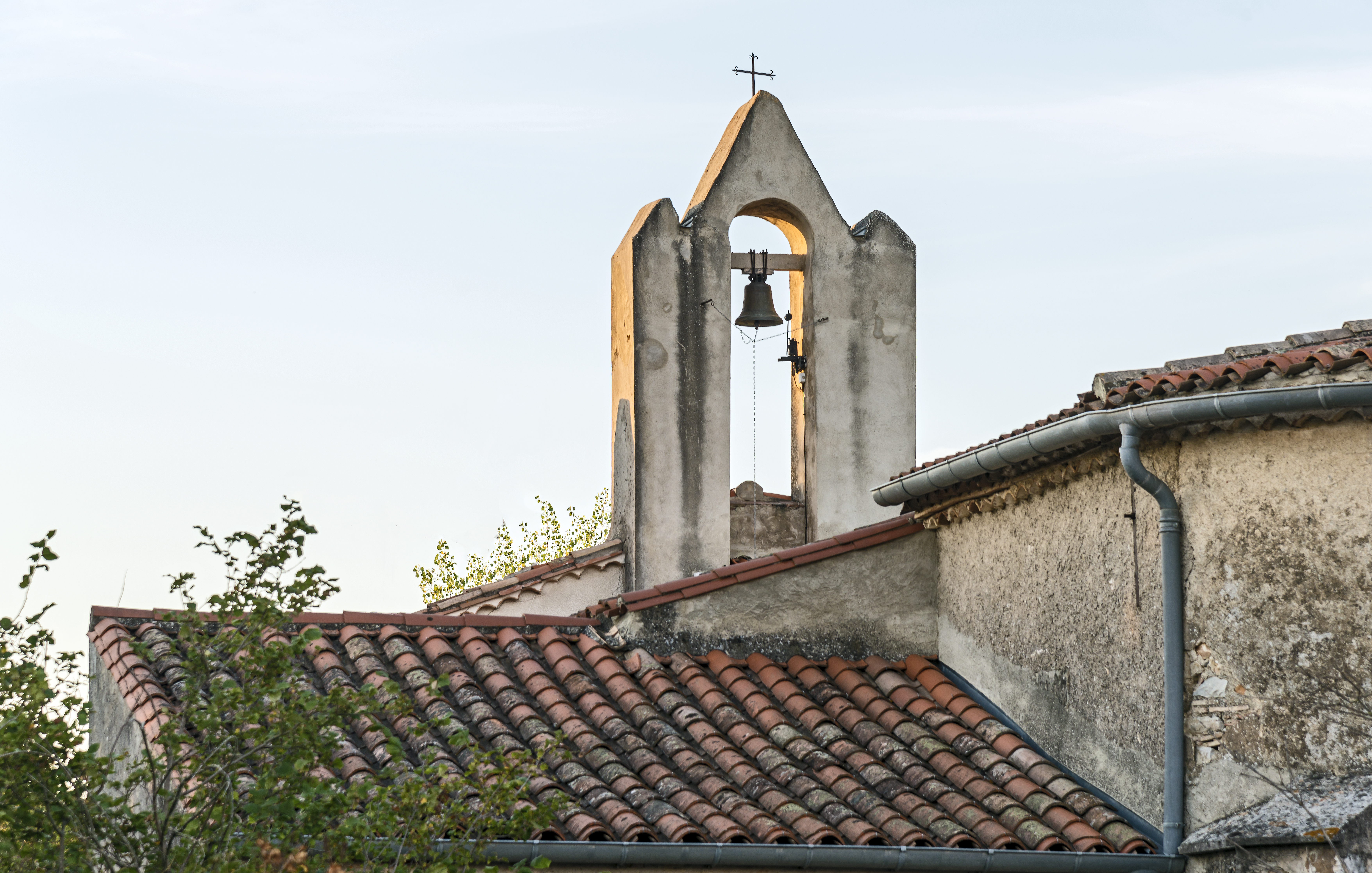
Wieża kościoła.